# Jean Bourlès
Jean-Yves Bourlès (Pleyber-Christ, 17 agosto 1930 – Plougonven, 30 marzo 2021) è stato un ciclista su strada francese.
Professionista tra il 1954 ed il 1965, vinse una tappa al Tour de France ed un Grand Prix de Plouay.

## Carriera
Le principali vittorie da professionista furono una tappa al Tour de l'Ouest nel 1954, una tappa al Tour de Normandie nel 1957, una tappa al Tour de France dello stesso anno, il Tour du Finistère nel 1963 ed il Grand Prix de Plouay nel 1964. Fu terzo alla Paris-Camembert nel 1959 e secondo al Grand Prix de Plouay nel 1966. Partecipò a due edizioni del Tour de France.

## Palmarès
- 1954 (indipendente nella Peugeot-Dunlop, una vittoria)

8ª tappa Tour de l'Ouest
- 1956 (Glorius e Saint-Raphaël, una vittoria)

Etoile du Léon (Landivisiau)
- 1957 (Saint-Raphaël e Bozec, due vittorie)

1ª tappa Tour de Normandie (Le Havre > Le Tréport)
16ª tappa Tour de France (Barcellona > Ax-les-Thermes)
- 1963 (Bertin e Mercier, due vittorie)

Tour du Finistère
Mi-août Bretonne
- 1964 (indipendente nella Saint-Raphaël, una vittoria)

Grand Prix de Plouay

## Altri successi
- 1952

Criterium di Plougasnou
- 1953

Criterium di Lorient
Criterium di Lorient-Merville
Criterium di Plancoët
Criterium di Saint-Thégonnec
- 1954

Criterium di Lannilis
Criterium di Loctudy
Criterium di Morlaix
Criterium di Ploudalmézeau
Criterium di Plougonver
Criterium di Plougoulm
Criterium di Plounévez-Lochrist
Criterium di Sazeray
Criterium di Taulé
- 1955

Criterium di Callac
Criterium di Cléder
Criterium di Huelgoat
Criterium di Plounévez-Lochrist
- 1956

Circuit des Blés d'Or (Gouesnou)
- 1957

Criterium di Callac
Criterium di Loqueffret
Criterium di Ploudalmézeau
Criterium di Plounévez-Lochrist
Criterium di Taulé
- 1958

Criterium di Callac
Criterium di Coatserho
Circuit des Blés d'Or (Gouesnou)
Criterium di Guimiliau
Criterium di Huelgoat
Criterium di Loqueffret
Circuit des Genêts Verts (Maël-Pestivien)
Criterium di Plougastel
Criterium di Pont-Croix
Criterium di Saint-Pol-de-Léon
- 1959

Circuit des Blés d'Or (Gouesnou)
Criterium di Plougastel
- 1960

Criterium di Guerlesquin
Criterium di Plessala
Criterium di Puteaux
Criterium di Saint-Eutrope
- 1961

Classifica a punti Mi-août Bretonne
Ronde des Korrigans (Camors)
Criterium di Hennebont
- 1962

Criterium di Bannalec
Criterium di Botsorhel
Ronde des Korrigans (Camors)
Criterium di Hennebont
Criterium di Plounévez-Quintin
- 1963

Criterium di Pleine-Fougères
Criterium di Plougasnou
Criterium di Plougonver
Classifica a punti Mi-août Bretonne
- 1964

Criterium di Huelgoat
Circuit des Genêts Verts (Maël-Pestivien)
Criterium di Saint-Lormel
- 1965

Criterium di Le Faouët
Criterium di Miniac-Morvan
Criterium di Quemper-Guézennec

## Piazzamenti

### Grandi Giri
- Tour de France

1957: 36º
1958: ritirato (21ª tappa)